# Jingle Bell Rock
Jingle Bell Rock ist ein US-amerikanisches Weihnachtslied. Es wurde erstmals von Bobby Helms 1957 veröffentlicht. Seither wird es nicht nur in den Vereinigten Staaten regelmäßig zur Weihnachtszeit im Radio gespielt. Jingle Bell Rock wurde von Joseph Carleton Beal (1900–1967) und James Ross Boothe (1917–1976) geschrieben, auch wenn Helms und der Session-Gitarrist der Aufnahme, Hank Garland, dies bestritten.

## Versionen von Bobby Helms

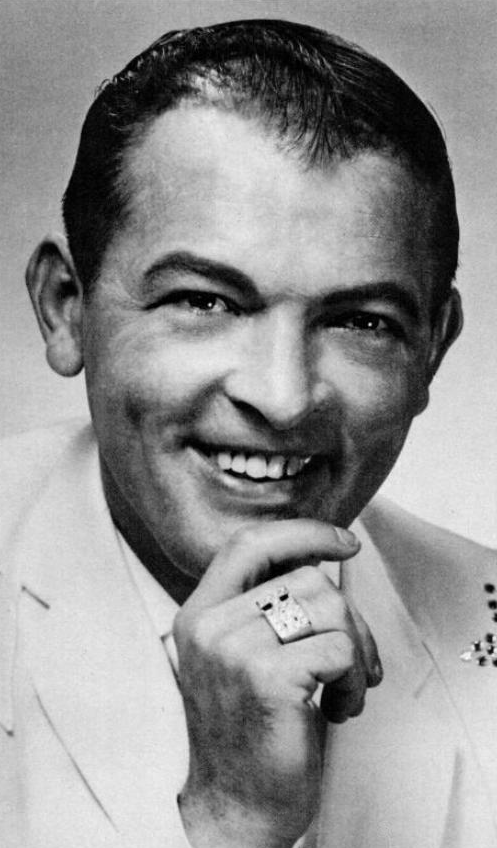
Bobby Helms brachte den Song zuerst heraus.

Jingle Bell Rock wurde von vielen Musikern interpretiert, aber Helms’ erste Version, die 1957 von Paul Cohen produziert wurde und bei Decca Records erschien, ist die bekannteste. Der Songtitel und ein Teil des Textes sind an den alten Weihnachtsstandard Jingle Bells angelehnt. Das Lied bezieht sich zudem auch auf weitere populäre Titel aus den 1950ern, wie Rock Around the Clock. Hank Garland spielt auf einer elektrischen Gitarre die ersten Noten des Chores „Jingle Bells“. Als Chorsängerinnen fungieren die Anita Kerr Singers.
Helms’ Originalversion, bei Decca unter der Nummer 9-30513 im Oktober 1957 veröffentlicht, wurde von ihm auf Kapp Records (Nr. K-719) 1965 und erneut 1967 auf Little Darlin' (Nr. LD-0038) aufgenommen. 1970 nahm Helms zudem ein Album unter der Bezeichnung Jingle Bell Rock auf Certron (Nr. C-7013) auf, wobei der Titelsong auf Certron unter Nummer C-10021 erschien. Ein weiteres Mal nahm er den Song für Gusto Records auf, wo er auf deren „Power Pak“ Label veröffentlicht wurde. In einer anderen Neuaufnahme veröffentlichte Helms eine Version auf Ashley (Nr. AS-4200). Zuletzt nahm Helms 1983 „Jingle Bell Rock“ für Black Rose (Nr. 82713) auf.

## Kontroverse über die Autorenschaft
Helms und der Session-Gitarrist Hank Garland behaupteten beide bis zu ihrem Tod, dass sie und nicht Beal und Boothe das Lied geschrieben hätten. Sie behaupteten, dass der Originalsong von Beal und Boothe „Jingle Bell Hop“ geheissen habe und von einem Decca-Verantwortlichen Helms zur Aufnahme gegeben worden sei. Dieses Lied, so die Darstellung von Helms und Garland, habe wenig Übereinstimmung mit dem tatsächlich eingespielten Titel. Helms habe es nicht gemocht und so hätten es beide überarbeitet, wobei sie Musik, Text und Tempo verändert hätten. Dieser neue Song, so ihre Darstellung, wurde dann das heute allseits bekannte Lied. Trotzdem wurde das Lied später keinem von ihnen zugeschrieben und sie erhielten auch keine Tantiemen dafür.

„Ich wollte es wirklich nicht kürzen, weil es so ein schlechtes Lied war. Also haben ich und einer der Musiker [Hank Garland] ungefähr eine Stunde daran gearbeitet, eine neue Melodie dazu zu schreiben.“

„Ich liess es [das Lied] zurückgehen, es war nicht gut, erinnerte sich Garland. Wir [Bobby und ich] haben uns dann den Jingle Bell Rock ausgedacht, wie ihn heute ganz Amerika jedes Jahr zu Weihnachten singt“

Billy Garland, der Bruder von Hank Garland, bestätigte die Erzählung seines verstorbenen Bruders und war als dessen Erbe und Rechteinhaber lange mit dieser Angelegenheit beschäftigt, über die er oft erzählte.

## Coverversionen

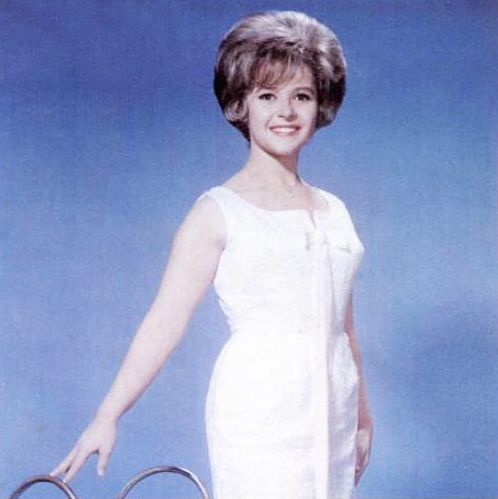
Auch Brenda Lee und …

### Aufnahme von Brenda Lee
Brenda Lee nahm den Song am 23. Juni 1964 für ihr Album „Merry Christmas from Brenda Lee“ auf dem Decca Label auf. Er wurde am 19. Ockober 1964 veröffentlicht. Das Album erreichte Platz sieben der Billboard Charts, während der darauf enthaltene Song „Rockin' Around The Christmas Tree“ 2023 sogar bis auf Platz eins der Billboard Hot 100 stieg. Lees Aufnahme von Jingle Bell Rock hat sich seit 2019 in jedem Jahr unter den Holiday 100 platziert.

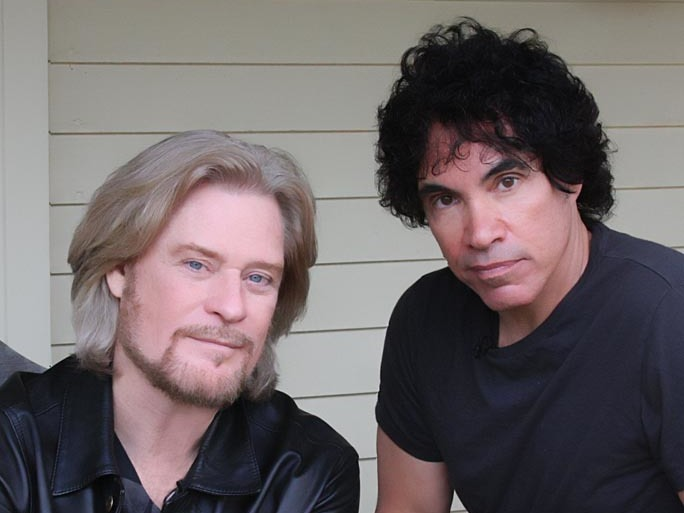
… Hall & Oates hatten Erfolg mit dem Lied.

### Version von Hall & Oates
Hall & Oates und ihre Band veröffentlichten 1983 eine Version als Single, die nicht auf einem Album erschien. Sie erreichte 2005 Platz 30 in den Billboard Hot 100. Außerdem erreichte die Version Platz sechs in den Billboard Holiday Airplay Charts am 13. Dezember 2008 and Platz 24 in den Billboard Hot Holiday Songs Charts am 10. Dezember 2011. Es wurden zwei Videoversionen veröffentlicht: Eine mit Daryl Hall und eine weitere mit John Oates als Leadsänger. In beiden Versionen spielte G. E. Smith eine Großmutter, die in Handschuhen Gitarre spielt.

### Weitere Interpreten
Max Bygraves veröffentlichte 1959 eine Aufnahme mit dem „Eric Rogers Orchestra“ auf Decca Records (F11176), die Platz sieben in den UK Top 30 erreichte.
Chubby Checker & Bobby Rydell nahmen 1961 eine Version auf, die Platz 21 in den Billboard Hot 100, Platz drei in Canada, und Rang 40 in den UK Singles Charts erreichte. Sie erschien auf Cameo Parkway als Nr. C205.
Lindsay Lohan coverte das Lied 2022 für ihren Netflixfilm Falling for Christmas als Anspielung auf ihre Darbietung des Stücks in der Teenie-Komödie Mean Girls aus dem Jahr 2004. Ebenfalls in einem Film – in Bad Santa – trug Bobby Sherman den Jingle Bell Rock vor.
Auch Teresa Brewer, Kelly Clarkson, Neil Diamond, Joe Dolce, Hilary Duff, Girls Aloud, Hot Chelle Rae, Billy Idol, Brian Setzer und Thick Pigeon sind mit dem Song aufgetreten. Zu weiteren Coverversionen, siehe den Abschnitt über die Charterfolge.

## Chartplatzierungen
Die Originalversion von Helms erreichte Platz 13 der „Billboard’s Most Played C&W by Jockeys chart“, dem Vorgänger der Hot-Country-Songs-Charts. Sie stieg außerdem in die Popcharts ein, wo sie Platz sechs der „Billboard Best Sellers in Stores chart“ und Platz elf in den „Cashbox magazine’s Top 60“ in der Woche vor dem 11. Januar 1958 erreichte.
Nachdem der Song 1996 auf dem Soundtrack zum Film Versprochen ist versprochen (Originaltitel: Jingle All the Way) veröffentlicht worden war, kehrte die Originalversion von Bobby Helms in die Billboard country singles charts Ende 1996 and Anfang 1997 zurück und erreichte Platz 60.
Die Version von Helms erreichte die Billboard Hot 100 in der Woche bis zum 9. Januar 2016 und war damit erstmals in diesen Charts seit dem 29. Dezember 1962 vertreten. In der Woche bis zum 7. Januar 2017 stieg „Jingle Bell Rock“ bis auf Platz 29. Im Januar 2019 erreichte der Song mit Platz acht erstmals die Top Ten der Billboard Hot 100. Mit diesem Erfolg brach Helms den Record für die längste Zeitspanne zwischen erster Chartplatzierung und Platzierung eines in den Top Ten der Hot 100's Charts mit 60 Jahren, vier Monaten und zwei Wochen nach dem ersten Charteinstieg 1958. Helms’ Aufnahme erreichte mit Platz drei am 4. Januar 2020 einen neuen Bestwert. Im Ranking der an einem Tag meistgestreamten Lieder auf Spotify liegt Helms’ Version mit 12.084.678 Downloads (24. Dezember 2021) auf Rang neun. Laut „Nielsen SoundScan“ lag die digitale Version von Helms’ originaler Decca-Aufnahme 2016 mit 780.000 Downloads auf Platz neun der meistverkauften Weihnachtshits in den Vereinigten Staaten in der SoundScan-Geschichte. Bis Dezember 2019 wurden 891.000 Downloads alleine in den USA verkauft.

### Version von Bobby Helms
| Periode   | Höchstplatzierung, GesamtwochenChartplatzierungen (Periode, Platzierungen, Wochen) | Höchstplatzierung, GesamtwochenChartplatzierungen (Periode, Platzierungen, Wochen) | Höchstplatzierung, GesamtwochenChartplatzierungen (Periode, Platzierungen, Wochen) | Höchstplatzierung, GesamtwochenChartplatzierungen (Periode, Platzierungen, Wochen) | Höchstplatzierung, GesamtwochenChartplatzierungen (Periode, Platzierungen, Wochen) |
| Periode   | DE                                                                                 | AT                                                                                 | CH                                                                                 | UK                                                                                 | US                                                                                 |
| --------- | ---------------------------------------------------------------------------------- | ---------------------------------------------------------------------------------- | ---------------------------------------------------------------------------------- | ---------------------------------------------------------------------------------- | ---------------------------------------------------------------------------------- |
| 1957/58   | —                                                                                  | —                                                                                  | —                                                                                  | —                                                                                  | US6 (6 Wo.)US                                                                      |
| 1958/59   | —                                                                                  | —                                                                                  | —                                                                                  | —                                                                                  | US35 (4 Wo.)US                                                                     |
|           |                                                                                    |                                                                                    |                                                                                    |                                                                                    |                                                                                    |
|           |                                                                                    |                                                                                    |                                                                                    |                                                                                    |                                                                                    |
| 1960/61   | —                                                                                  | —                                                                                  | —                                                                                  | —                                                                                  | US36 (4 Wo.)US                                                                     |
| 1961/62   | —                                                                                  | —                                                                                  | —                                                                                  | —                                                                                  | US41 (4 Wo.)US                                                                     |
| 1962/63   | —                                                                                  | —                                                                                  | —                                                                                  | —                                                                                  | US56 (4 Wo.)US                                                                     |
|           |                                                                                    |                                                                                    |                                                                                    |                                                                                    |                                                                                    |
|           |                                                                                    |                                                                                    |                                                                                    |                                                                                    |                                                                                    |
| 2015/16   | —                                                                                  | —                                                                                  | —                                                                                  | —                                                                                  | US47 (1 Wo.)US                                                                     |
| 2016/17   | DE90 (1 Wo.)DE                                                                     | —                                                                                  | CH62 (1 Wo.)CH                                                                     | UK71 (1 Wo.)UK                                                                     | US29 (3 Wo.)US                                                                     |
| 2017/18   | DE81 (1 Wo.)DE                                                                     | —                                                                                  | CH100 (1 Wo.)CH                                                                    | UK63 (1 Wo.)UK                                                                     | US50 (1 Wo.)US                                                                     |
| 2018/19   | DE40 (4 Wo.)DE                                                                     | AT39 (3 Wo.)AT                                                                     | CH17 (4 Wo.)CH                                                                     | UK41 (4 Wo.)UK                                                                     | US8 (5 Wo.)US                                                                      |
| 2019/20   | DE32 (3 Wo.)DE                                                                     | AT31 (2 Wo.)AT                                                                     | CH9 (4 Wo.)CH                                                                      | UK30 (4 Wo.)UK                                                                     | US3 (5 Wo.)US                                                                      |
| 2020/21   | DE15 (5 Wo.)DE                                                                     | AT18 (4 Wo.)AT                                                                     | CH9 (6 Wo.)CH                                                                      | UK27 (6 Wo.)UK                                                                     | US3 (5 Wo.)US                                                                      |
| 2021/22   | DE14 (6 Wo.)DE                                                                     | AT9 (5 Wo.)AT                                                                      | CH6 (6 Wo.)CH                                                                      | UK16 (5 Wo.)UK                                                                     | US3 (6 Wo.)US                                                                      |
| 2022/23   | DE6 (6 Wo.)DE                                                                      | AT6 (5 Wo.)AT                                                                      | CH5 (6 Wo.)CH                                                                      | UK7 (6 Wo.)UK                                                                      | US3 (7 Wo.)US                                                                      |
| 2023/24   | DE12 (6 Wo.)DE                                                                     | AT5 (6 Wo.)AT                                                                      | CH5 (7 Wo.)CH                                                                      | UK9 (7 Wo.)UK                                                                      | US3 (7 Wo.)US                                                                      |
| 2024/25   | DE16 (6 Wo.)DE                                                                     | AT10 (6 Wo.)AT                                                                     | CH10 (6 Wo.)CH                                                                     | UK5 (6 Wo.)UK                                                                      | US3 (5 Wo.)US                                                                      |
| Insgesamt | DE6 (38 Wo.)DE                                                                     | AT5 (31 Wo.)AT                                                                     | CH5 (41 Wo.)CH                                                                     | UK5 (40 Wo.)UK                                                                     | US3 (67 Wo.)US                                                                     |

| ChartsJahrescharts (2022)      | Platzierung |
| ------------------------------ | ----------- |
| Vereinigte Staaten (Billboard) | 86          |

| ChartsJahrescharts (2023)      | Platzierung |
| ------------------------------ | ----------- |
| Österreich (Ö3)                | 70          |
| Vereinigte Staaten (Billboard) | 68          |

| ChartsJahrescharts (2024)      | Platzierung |
| ------------------------------ | ----------- |
| Vereinigte Staaten (Billboard) | 68          |

### Version von Max Bygraves
| Periode   | Höchstplatzierung, GesamtwochenChartsChartplatzierungen (Periode, Platzierungen, Wochen) |
| Periode   | UK                                                                                       |
| --------- | ---------------------------------------------------------------------------------------- |
| 1959/60   | UK7 (4 Wo.)UK                                                                            |
| Insgesamt | UK7 (4 Wo.)UK                                                                            |

### Version von Chubby Checker & Bobby Rydell

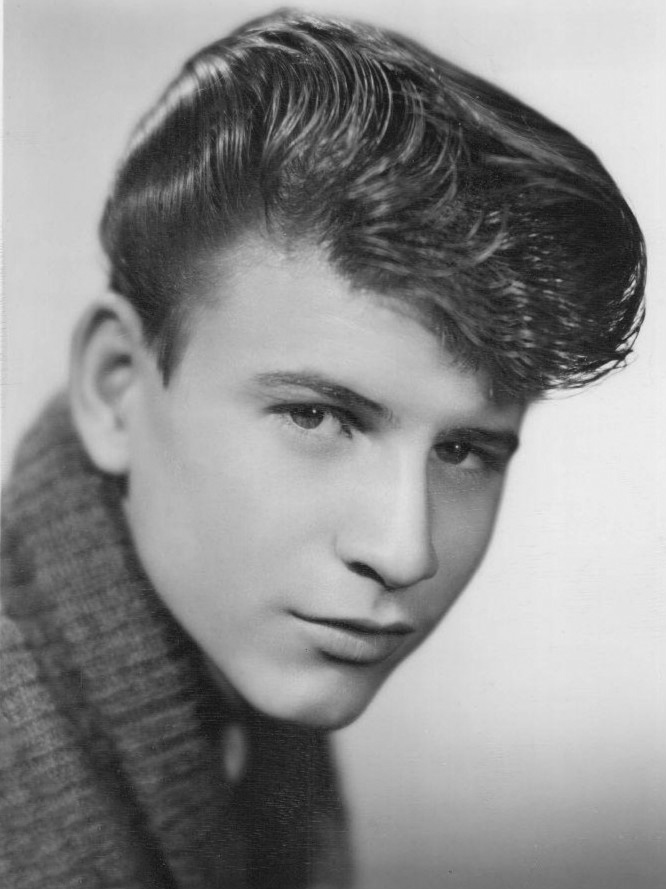
In Kanada erreichte Bobby Rydell gemeinsam mit Chubby Checker Platz drei der Charts.

| Periode   | Höchstplatzierung, GesamtwochenChartplatzierungen (Periode, Platzierungen, Wochen) | Höchstplatzierung, GesamtwochenChartplatzierungen (Periode, Platzierungen, Wochen) |
| Periode   | UK                                                                                 | US                                                                                 |
| --------- | ---------------------------------------------------------------------------------- | ---------------------------------------------------------------------------------- |
| 1961/62   | —                                                                                  | US21 (5 Wo.)US                                                                     |
| 1962/63   | UK40 (3 Wo.)UK                                                                     | US92 (2 Wo.)US                                                                     |
| Insgesamt | UK40 (3 Wo.)UK                                                                     | US21 (7 Wo.)US                                                                     |

### Version von Daryl Hall & John Oates
| Periode   | Höchstplatzierung, GesamtwochenChartplatzierungen (Periode, Platzierungen, Wochen) | Höchstplatzierung, GesamtwochenChartplatzierungen (Periode, Platzierungen, Wochen) | Höchstplatzierung, GesamtwochenChartplatzierungen (Periode, Platzierungen, Wochen) | Höchstplatzierung, GesamtwochenChartplatzierungen (Periode, Platzierungen, Wochen) |
| Periode   | DE                                                                                 | AT                                                                                 | CH                                                                                 | UK                                                                                 |
| --------- | ---------------------------------------------------------------------------------- | ---------------------------------------------------------------------------------- | ---------------------------------------------------------------------------------- | ---------------------------------------------------------------------------------- |
| 2017/18   | DE38 (2 Wo.)DE                                                                     | AT55 (2 Wo.)AT                                                                     | CH61 (1 Wo.)CH                                                                     | —                                                                                  |
| 2018/19   | DE30 (2 Wo.)DE                                                                     | AT37 (1 Wo.)AT                                                                     | —                                                                                  | —                                                                                  |
| 2019/20   | DE41 (1 Wo.)DE                                                                     | AT45 (1 Wo.)AT                                                                     | —                                                                                  | —                                                                                  |
| 2020/21   | DE37 (5 Wo.)DE                                                                     | AT36 (4 Wo.)AT                                                                     | —                                                                                  | —                                                                                  |
| 2021/22   | DE45 (5 Wo.)DE                                                                     | AT65 (1 Wo.)AT                                                                     | CH54 (2 Wo.)CH                                                                     | UK80 (1 Wo.)UK                                                                     |
| 2022/23   | DE70 (1 Wo.)DE                                                                     | —                                                                                  | CH65 (1 Wo.)CH                                                                     | —                                                                                  |
| 2023/24   | DE51 (2 Wo.)DE                                                                     | AT64 (2 Wo.)AT                                                                     | CH62 (1 Wo.)CH                                                                     | UK93 (2 Wo.)UK                                                                     |
| 2024/25   | DE48 (3 Wo.)DE                                                                     | AT59 (1 Wo.)AT                                                                     | CH56 (1 Wo.)CH                                                                     | —                                                                                  |
| Insgesamt | DE30 (21 Wo.)DE                                                                    | AT36 (12 Wo.)AT                                                                    | CH54 (6 Wo.)CH                                                                     | UK80 (3 Wo.)UK                                                                     |

### Version von Alessia Cara

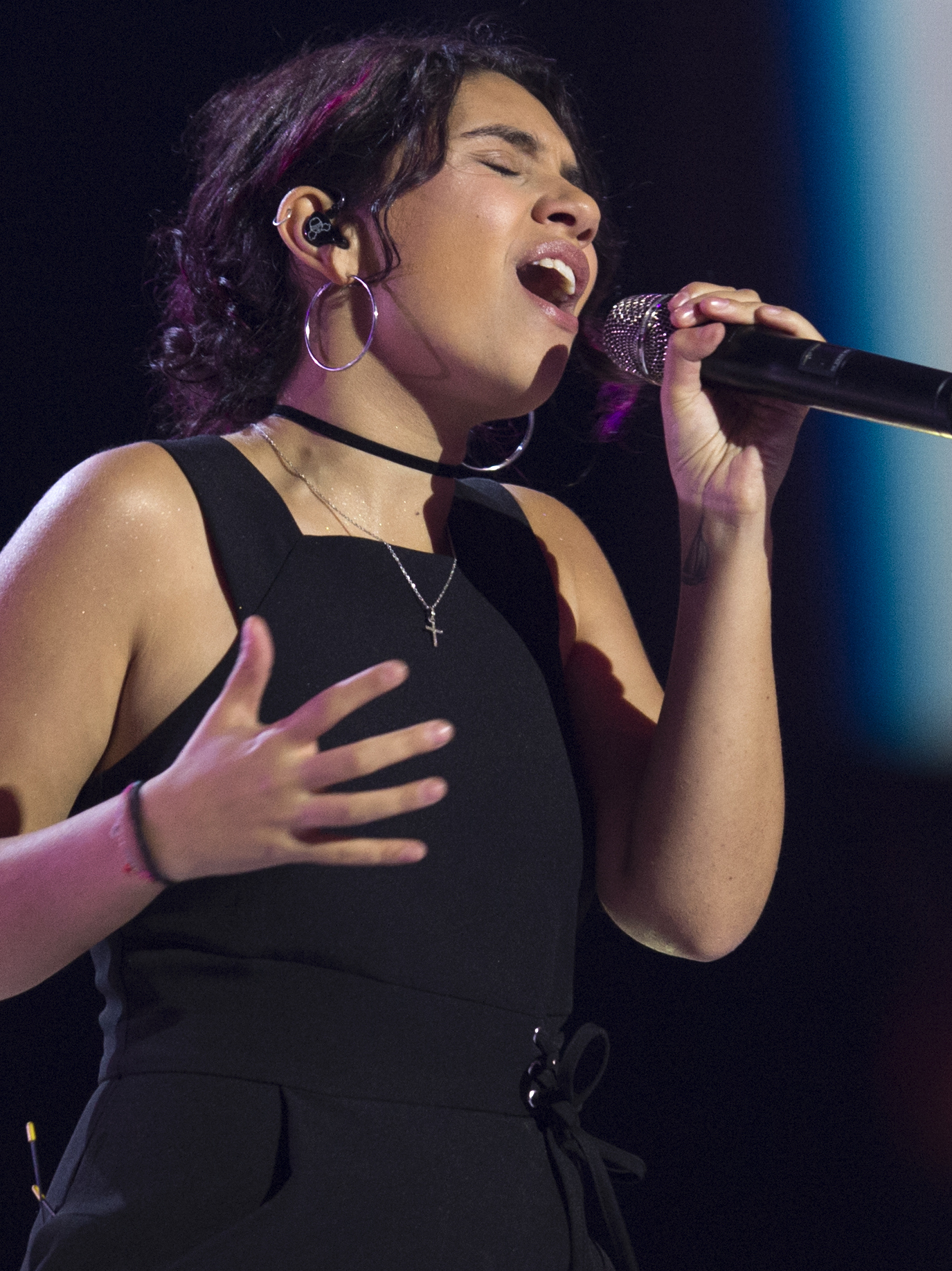
2022 kam Alessia Cara mit dem Song in die britischen Charts.

| Periode   | Höchstplatzierung, GesamtwochenChartsChartplatzierungen (Periode, Platzierungen, Wochen) |
| Periode   | UK                                                                                       |
| --------- | ---------------------------------------------------------------------------------------- |
| 2021/22   | UK98 (1 Wo.)UK                                                                           |
| Insgesamt | UK98 (1 Wo.)UK                                                                           |

### Version von Elevator Boys
| Periode   | Höchstplatzierung, GesamtwochenChartplatzierungen (Periode, Platzierungen, Wochen) | Höchstplatzierung, GesamtwochenChartplatzierungen (Periode, Platzierungen, Wochen) |
| Periode   | DE                                                                                 | AT                                                                                 |
| --------- | ---------------------------------------------------------------------------------- | ---------------------------------------------------------------------------------- |
| 2024/25   | DE43 (5 Wo.)DE                                                                     | AT47 (1 Wo.)AT                                                                     |
| Insgesamt | DE43 (5 Wo.)DE                                                                     | AT47 (1 Wo.)AT                                                                     |

## Auszeichnungen für Musikverkäufe

### Bobby Helms
| Land/Region                  | Auszeichnungen für Musikverkäufe (Land/Region, Auszeichnung, Verkäufe) | Verkäufe |
| ---------------------------- | ---------------------------------------------------------------------- | -------- |
| Dänemark (IFPI)              | 2× Platin                                                              | 180.000  |
| Griechenland (IFPI)          | Gold                                                                   | 10.000   |
| Italien (FIMI)               | Platin                                                                 | 70.000   |
| Neuseeland (RMNZ)            | Platin                                                                 | 30.000   |
| Portugal (AFP)               | Gold                                                                   | 5.000    |
| Spanien (Promusicae)         | Gold                                                                   | 20.000   |
| Vereinigtes Königreich (BPI) | Platin                                                                 | 600.000  |
| Insgesamt                    | 3× Gold · 5× Platin ·                                                  | 915.000  |

### Hall & Oates
| Land/Region                  | Auszeichnungen für Musikverkäufe (Land/Region, Auszeichnung, Verkäufe) | Verkäufe |
| ---------------------------- | ---------------------------------------------------------------------- | -------- |
| Australien (ARIA)            | Platin                                                                 | 70.000   |
| Neuseeland (RMNZ)            | Gold                                                                   | 15.000   |
| Vereinigtes Königreich (BPI) | Silber                                                                 | 200.000  |
| Insgesamt                    | 1× Silber · 1× Gold · 1× Platin ·                                      | 285.000  |